# Майдонтерак
Майдонтерак (тадж. Майдонтерак) — село в сельском джамоате Навруз Лахшского района. Расстояние от села до центра района (пгт Вахдат) — 4 км, до центра джамоата (село Сариосиёб) — 2 км. Население — 1506 человек (2017 г.), таджики и киргизы. Население в основном занято сельским хозяйством (животноводство и растениводство).